# 1969 في جنوب إفريقيا
فيما يلي قوائم الأحداث التي وقعت خلال عام 1969 في جنوب أفريقيا.

## رياضة
- 1 مارس – جائزة جنوب أفريقيا الكبرى 1969 الفائز جاكي ستيورات.

## مواليد

### يناير
- 1 يناير – إيزوبل ديكسون شاعرة جنوب أفريقية.
- 1 يناير – تيموثي غريني مخرج أفلام جنوب أفريقي.
- 20 يناير – ماريوس بارنارد لاعب كرة مضرب جنوب أفريقي.

### فبراير
- 10 فبراير – جيمس سمول لاعب رغبي جنوب أفريقي.
- 16 فبراير – ديماس ديلغادو مورغادو لاعب كرة قدم برتغالي.
- 25 فبراير – جون رو لاعب رغبي جنوب أفريقي.

### مارس
- 1 مارس – نيل أدونيس لاعب كرة قاعدة جنوب أفريقي.
- 22 مارس – ديفيد نياثي لاعب كرة قدم جنوب أفريقي.

### أبريل
- 12 أبريل – لوكاس راديبي لاعب كرة قدم جنوب أفريقي.
- 18 أبريل – بريان واتسون

### يونيو
- 8 يونيو – جيري سيخوسانا لاعب كرة قدم جنوب أفريقي.
- 24 يونيو – ثابو منغوميني لاعب كرة قدم جنوب أفريقي.
- 28 يونيو – فيل ماسينغا لاعب كرة قدم جنوب أفريقي.

### يوليو
- 28 يوليو – مايك برناردو

### أكتوبر
- 17 أكتوبر – إيرني إلس لاعب غولف جنوب أفريقي.
- 20 أكتوبر – هلمان مكاليلي لاعب كرة قدم جنوب أفريقي.

### نوفمبر
- 18 نوفمبر – جوناثان أوبنهايمر رجل أعمال جنوب أفريقي.
- 27 نوفمبر – ألان دوسن لاعب كركيت جنوب أفريقي.

### ديسمبر
- 4 ديسمبر – جيرالد وليامز لاعب دوري رغبي جنوب أفريقي.
- 22 ديسمبر – جورج رايت لاعب كرة قدم اسكتلندي.
- 24 ديسمبر – شون كاميرون مايكل ممثل جنوب أفريقي.

## وفيات

### فبراير
- 24 فبراير – توماس فرنسيس (مواليد 1902) لاعب كريكت جنوب أفريقي.

### سبتمبر
- 27 سبتمبر – عبد الله هارون (مواليد 1924)

### أكتوبر
- 31 أكتوبر – جون بوكانان (مواليد 1887) لاعب كركيت جنوب أفريقي.